# 岩倉村 (京都府)
岩倉村（いわくらむら）は、かつて京都府愛宕郡に存在した村である。1889年（明治22年）の町村制発足により設置され、1949年（昭和24年）4月1日、京都市左京区に編入合併して消滅した。
なお旧岩倉村域の通史・現状については岩倉 (京都市) を参照されたい。

## 概要
- 境域は現在の左京区岩倉地域（岩倉を町名に冠する地域）にほぼ一致する。
- 若丹山地と松ヶ崎丘陵に囲まれた岩倉盆地を中心に、北は静市野村（現在の左京区静市）・大原村（同・大原）、東は八瀬村（同・八瀬）、南は修学院村（同・修学院）・松ヶ崎村（同・松ヶ崎）、西は上賀茂村（現在の北区上賀茂）に囲まれていた（発足当時でいずれも愛宕郡下。なおこのうち修学院村・松ヶ崎村・上賀茂村は1931年4月1日に京都市に合併したさい上京区に編入され、その後上賀茂村を除き左京区新設の際これに編入された）。

## 沿革
- 1868年（明治元年）：山城国愛宕郡下の、岩倉村、木野（きの）村、中（なか）村、長谷（ながたに）村、幡枝（はたえだ）村、花園（はなぞの）村が、（旧）京都府に編入。
- 1872年：木野村を岩倉村に編入。
- 1878年：郡区町村編制法により愛宕郡岩倉村・中村・長谷村・幡枝村・花園村の5村が発足。
- 1889年：町村制施行により上記5ヵ村を統合して愛宕郡岩倉村が発足。旧村名を継承した5大字を設置。
- 1949年（昭和24年）4月1日：京都市左京区に編入。

編入に際して大字岩倉は解体され岩倉上蔵町・同大鷺町・同木野町・同下在地町・同忠在地町・同中在地町・同西河原町・同三宅町・同村松町の9町を新設、大字中村は岩倉中町、大字長谷は岩倉長谷町、大字幡枝は岩倉幡枝町、大字花園は岩倉花園町にそれぞれ改称。

## 大字・字
近世以来の山城国愛宕郡（旧）岩倉村・中村・長谷村・幡枝村・花園村は、町村制施行によりそれぞれ岩倉村の大字岩倉・中・長谷・幡枝・花園として編制された。大字岩倉の小字名としては上蔵（あぐら）・大鷺（おおさぎ）・木野・下在地（しもざいじ）・忠在地町（ちゅうざいじちょう）・中在地町（なかざいじちょう）・西河原（にしがわら）・三宅（みやけ）などがあり京都市編入後に新設された町名の由来となった。

## 主要産業
農林業を中心とし、副業として男性は商工業および京都市内への出稼ぎで運送賃引きその他の労働に従事、女性は荷造り縄を綯った。

## 各種施設・企業（1949年4月時点）
行政機関
- 岩倉村役場（大字岩倉（現・岩倉忠在地町））

1899年に新設。京都市編入に際して「左京区役所岩倉出張所」となり、その後現在地の岩倉中町に移転。
警察
- 岩倉村駐在所（大字岩倉） - 1892年に設置。

教育機関
- 岩倉村立明徳尋常小学校（大字岩倉（現・岩倉忠在地町））

現在の京都市立明徳小学校。1873年（明治6年）実相院の旧庫裏に「岩倉小学校」として開校したのが起源で1895年現在地に移転。1908年明徳尋常小学校と改称。この時点においては村内唯一の公立学校であった。
- 同志社高等学校（大字岩倉（現・岩倉大鷺町））

1948年（昭和23年）に今出川で開校した同志社高校は翌年4月に旧同志社経済専門学校岩倉校地に移転した。同志社経専は商学・経済学を中心とする高等教育機関（旧制専門学校）で現在の同志社大学商学部の前身。1922年「同志社専門学校高等商業部」として今出川に設立され、1929年岩倉村の新校地に移転した。1930年に同志社高等商業学校となり、1944年、軍部の圧力により同志社経済専門学校と改称し、翌年には岩倉校地を三菱発動機研究所と三菱発動機製作所に提供して今出川に移転した。終戦後間もなく岩倉に戻ったが、学制改革で1949年新制同志社大学に吸収され、再び今出川に移転した。現在の岩倉校地の一隅に「同志社高商之跡」碑が建立されている。
病院
- 私立岩倉病院（大字岩倉（現・岩倉上蔵町））

1884年地元有志により「私立岩倉癲狂院」として設立された京都府下随一の精神科病院で1892年岩倉精神病院、1905年私立岩倉病院と改称、1916年には付属看護学校を設置した。1945年廃院。

## 交通（1949年4月時点）
鉄道
- 京福電気鉄道鞍馬線（現・叡山電鉄鞍馬線）
  - 八幡前駅
  - 岩倉駅
  - 木野駅

いずれも1928年12月1日、鞍馬電鉄鞍馬線の開通により開業。